# Illatos fagomba
Az illatos fagomba (Neofavolus suavissimus) a likacsosgombafélék családjába tartozó, Eurázsiában és Észak-Amerikában honos, ártéri erdőkben, lápokban a fűzfák törzsét bontó, nem ehető gombafaj. Egyéb elnevezései: illatos dücskőgomba, likacsoslemezű fagomba.

## Megjelenése
Az illatos fagomba kalapja 2-6 cm széles, alakja sekélyen tölcséres vagy kagylószerű, közepén bemélyedő. Színe halványsárga, világosokkeres, idősebben fehéres. Felszíne matt vagy finoman filces, széle sokáig begöngyölt marad.
Húsa fehéres-sárgás, bőrszerűen kemény. Szaga ánizsos (kiszáradva intenzívebben), íze nem jellegzetes.  
Lemezei lefutók, a tönkön elágazhatnak és néha méhsejtszerű rajzolatot képeznek; élük finoman fogazott. Színük fiatalon fehéres, később okkeres.
Tönk 1-2 cm magas és 0,4 cm vastag. Excentrikusan helyezkedik el, színe megegyezik a kalapéval egyező színű, felülete filces.
Spórapora fehér. Spórája hengeres, mérete 6-9 x 2-4 μm.

### Hasonló fajok
Hasonlíthat hozzá a kis áldücskőgomba, esetleg a pikkelyes fagomba.

## Elterjedése és termőhelye
Eurázsiában és Észak-Amerikában honos. 
A hűvösebb éghajlatot, hegyvidéket kedveli, ahol a nedves területeken, ártéri erdőkben, tavak, patakok mentén, mocsarakban a fűzfák korhadó törzsein, tönkjein jelenik meg. Júniustól októberig terem. 

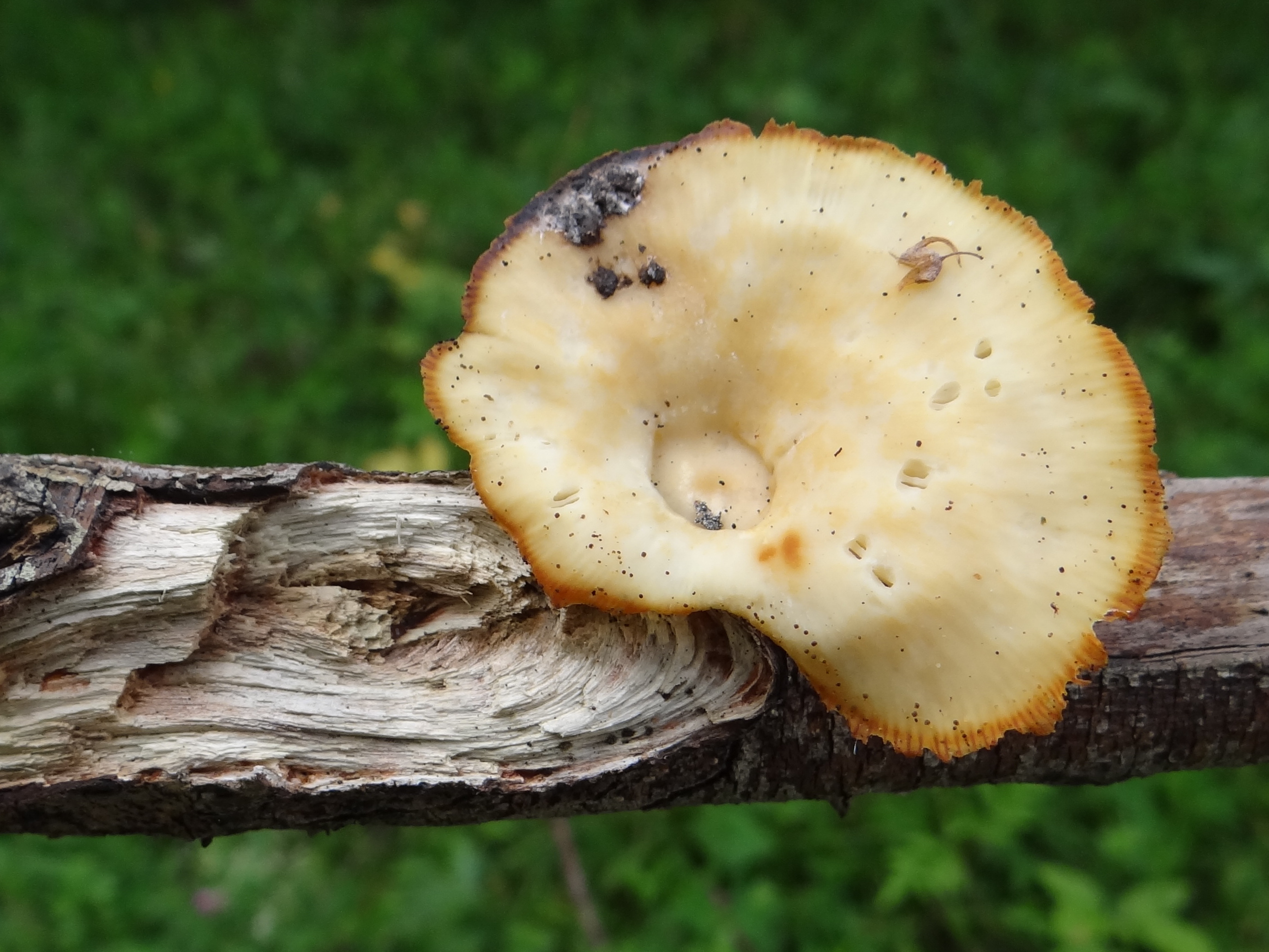
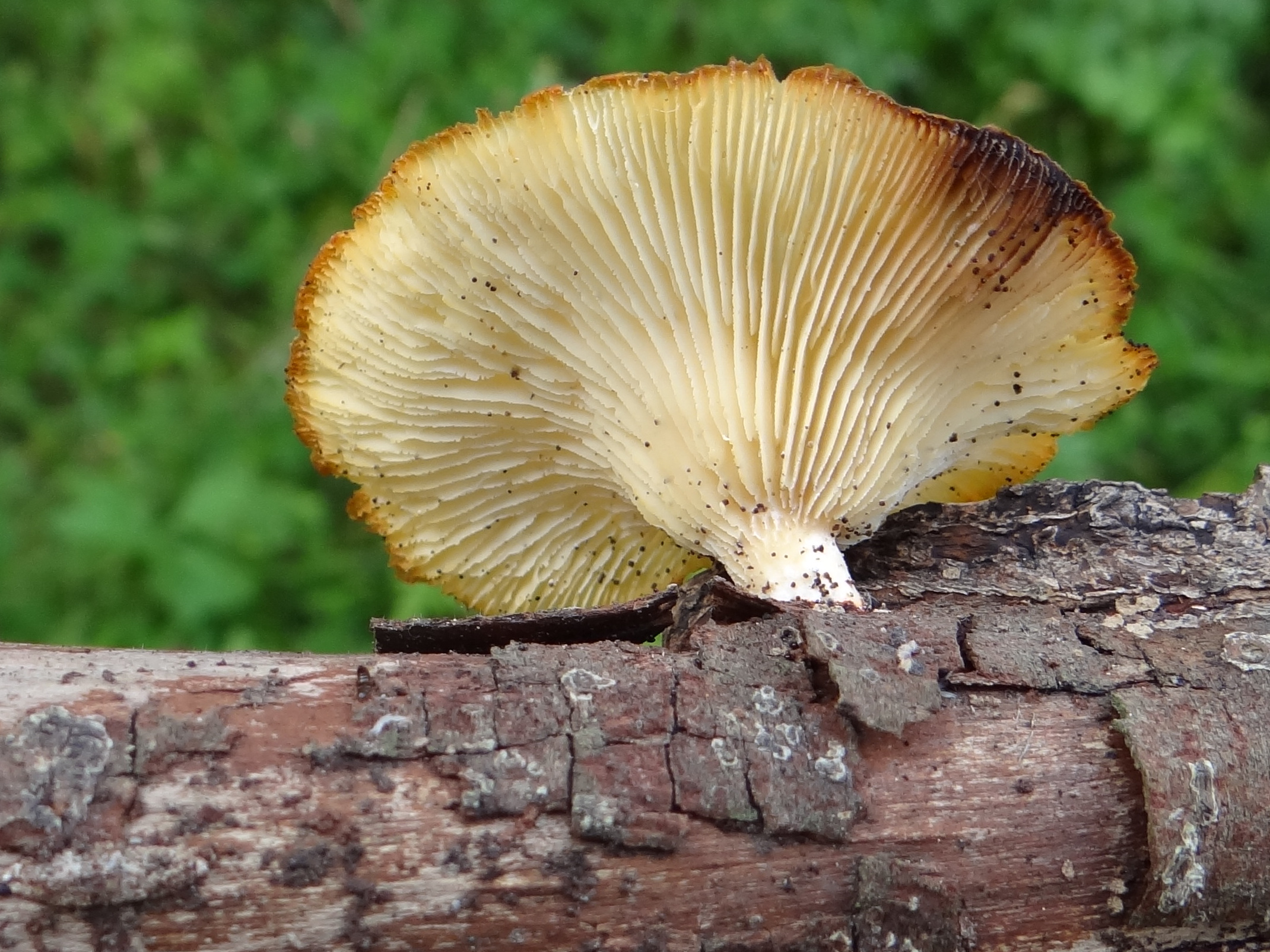
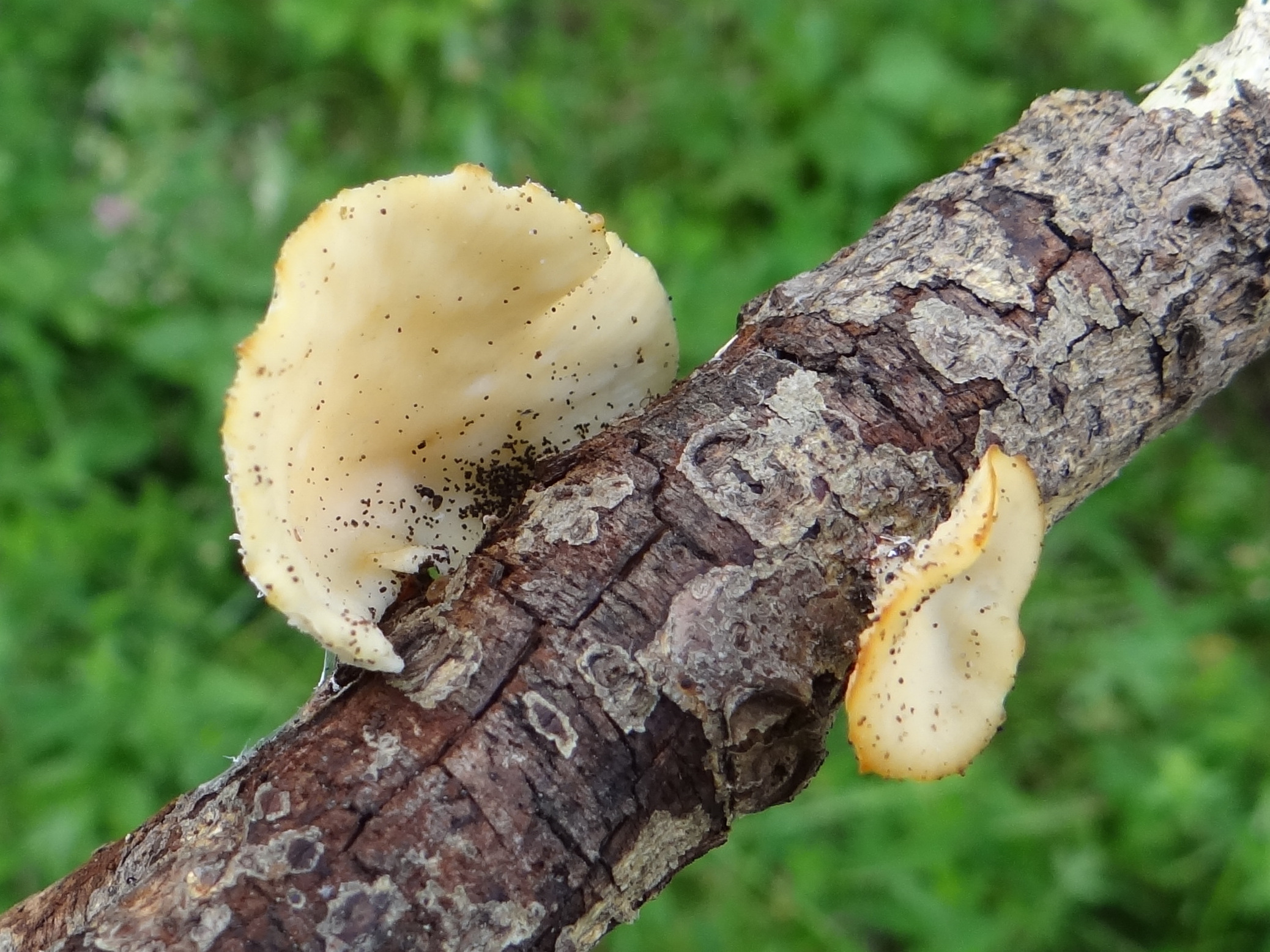
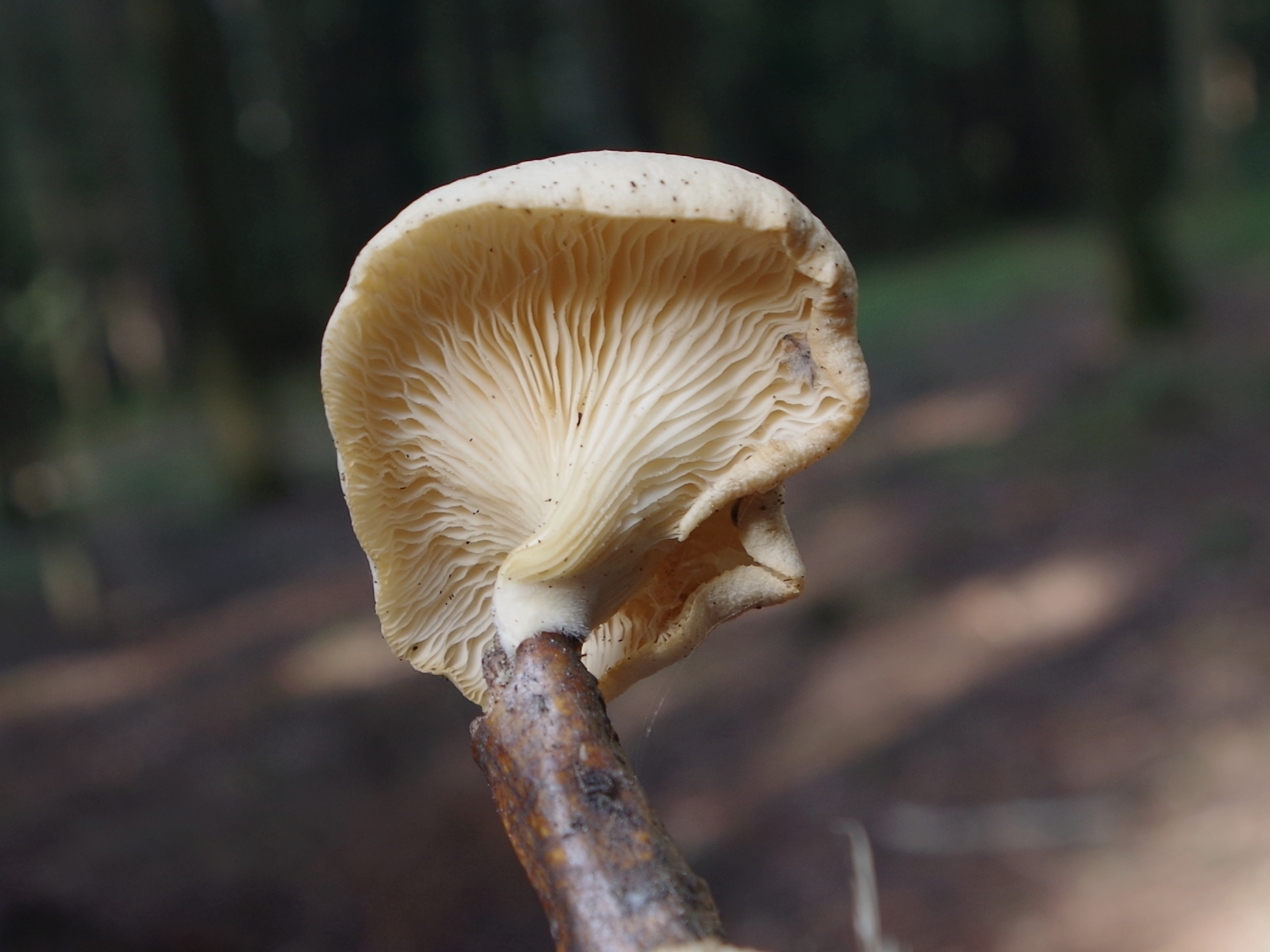

Nem ehető.